# Understöd
Understöd är en form av ekonomisk eller praktisk hjälp, som efter behovsprövning kan lämnas till personer eller verksamheter för täckande av dessas försörjnings- eller vårdbehov, normalt utan krav på annan motprestation än att uppfylla de stadgade kraven för att tillhöra understödets avsedda målgrupp. 

## Ekonomiskt och praktiskt understöd
Understöd har sedan århundraden tillbaka utdelats framför allt av bättre bemedlade överhetspersoner, filantroper och kulturinriktade mecenater, men också av religiösa samfund och -ordnar samt andra ordnar. Dessa förvaltar ofta olika donationsfonder avsedda för stöd till specificerade hjälpbehövande. Efterhand, framför allt sedan 1800-talet, har olika slags välgörenhetsorganisationer och fristående understödsstiftelser vuxit fram för understöd och gynnande av oftast tydligt specificerade mottagargrupper. Dessa specifikationer har med tiden inte sällan skapat problem för många av understödsstiftelserna, då de avsedda mottagargrupperna i takt med samhällets förändringar i många fall blivit väldigt svårfunna och små. Understöd kan också utgå i praktisk form genom till exempel upplåtande av särskilda bostäder eller semesterbostäder till avsedda behövande målgrupper.
I många länder har länge offentligt understöd även tillhandahållits genom offentlig förvaltning (stat och kommun) i form av fattigvård med särskilda fattighus, soppkök etc. Med välfärdssamhällets framväxt har detta till stor del ersatts av socialförsäkringssystemens olika bidragsformer.
I svensk skattelagstiftning ingår det  avdragsgilla begreppet "Periodiskt understöd" för visst ekonomiskt stöd inom familjekretsen under avgränsad tid.
Understöd kan på liknande sätt utgå till upprätthållande av särskilt angivna verksamheter eller vård av äldre föremål eller anläggningar inom kulturarvet. Inom Finlands offentliga förvaltning används begreppet understöd för offentliga bidrag till nämnda verksamhets- eller underhållsbehov i olika sammanhang.